# آلاگیر
شهر آلاگیر (به روسی: Алагир) در کشور روسیه و در اوستیای شمالی-آلانیا واقع شده‌است.